# Mr. Robot and his Robot Factory
Mr. Robot and his Robot Factory è un videogioco a piattaforme pubblicato nel 1983 da Datamost per gli home computer Apple II, Atari 8-bit e Commodore 64. In Giappone fu pubblicato dalla Comptiq per FM-7 e PC-88. Il videogioco è considerato un clone di Miner 2049er.